# 利豊

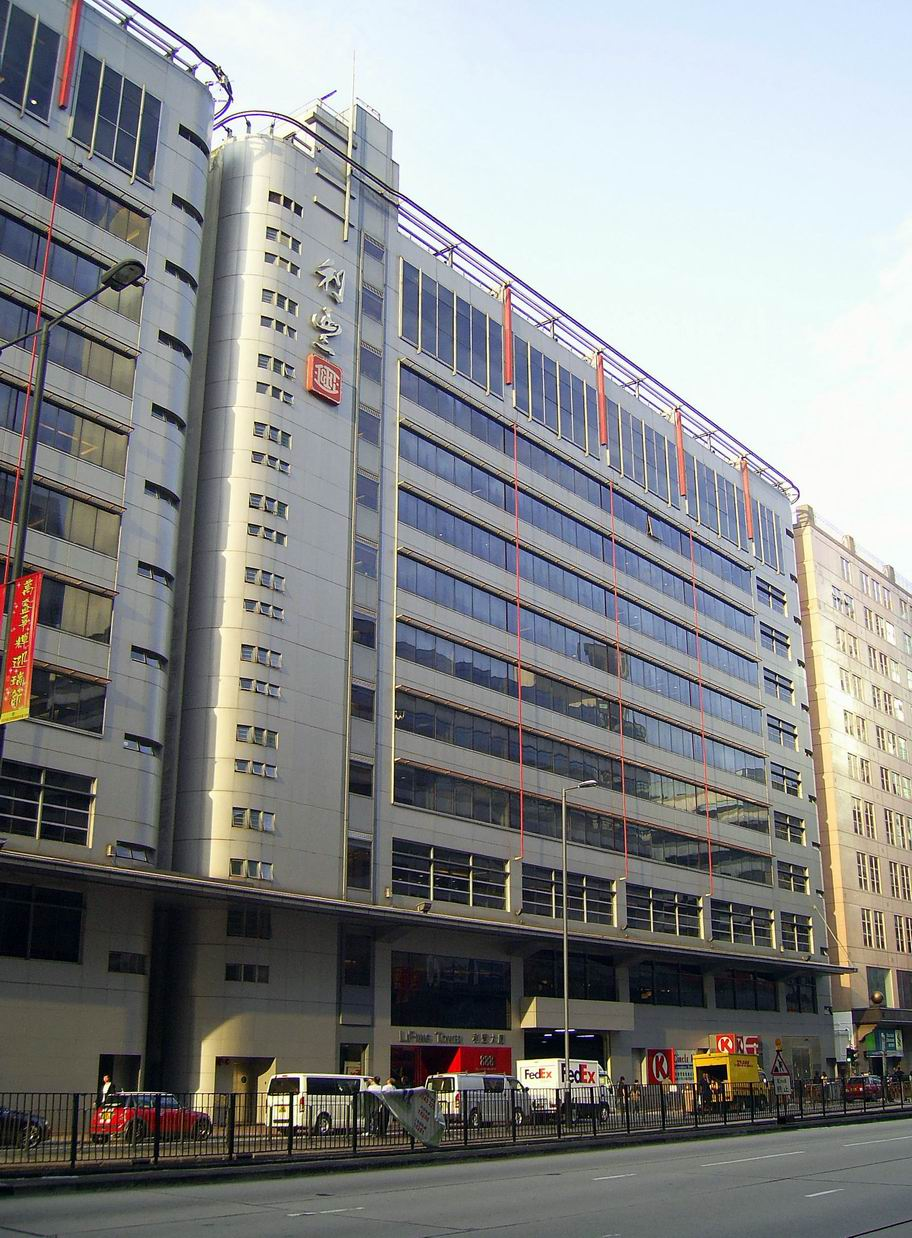
長沙湾利豊大厦

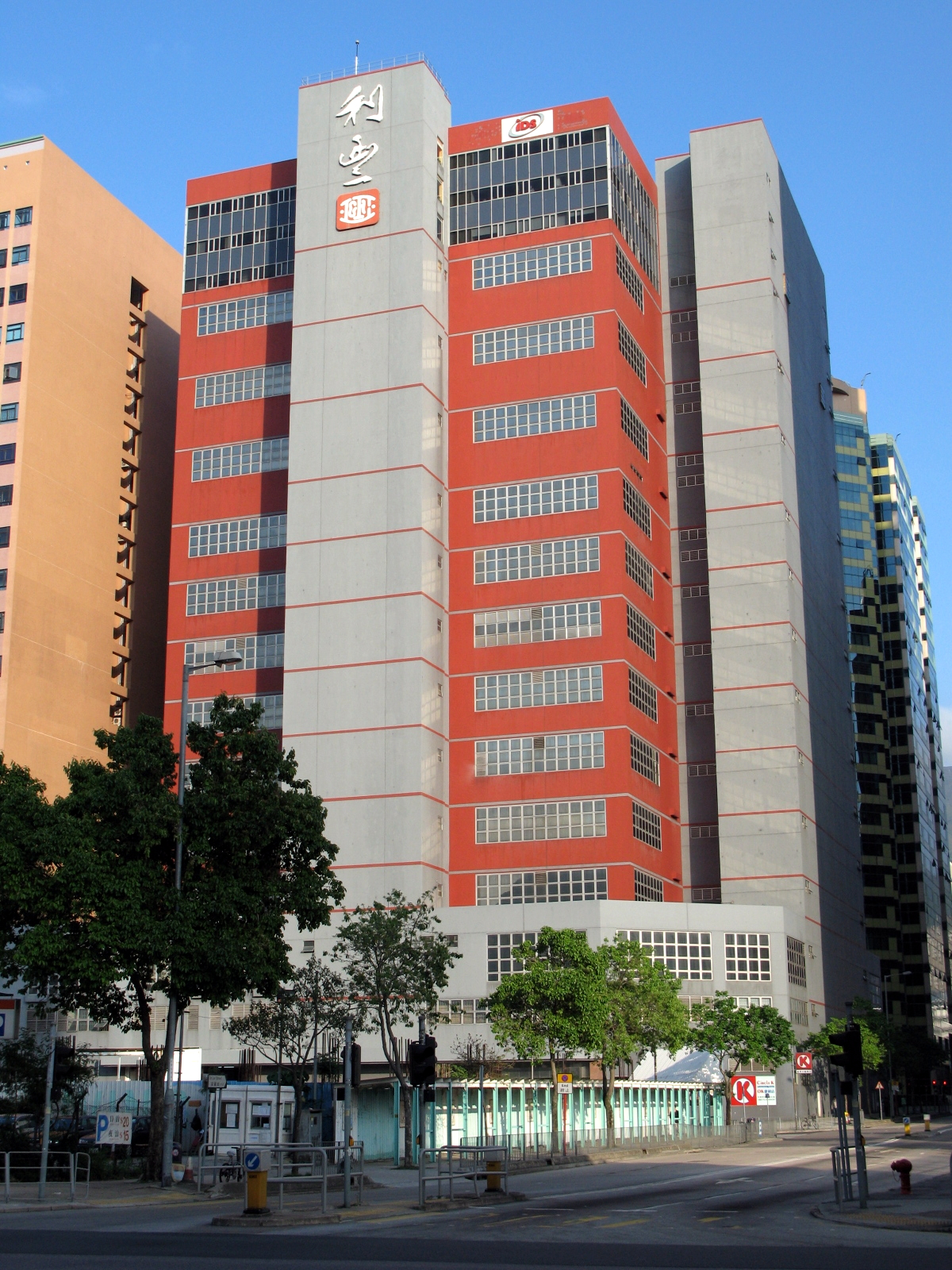
沙田石門利豊中心

利豊（りほう、英語: Li & Fung(リー・アンド・ファン)、中国語: 利豐）は香港をベースにする国際輸出企業である。衣料品、ファッション・アクセサリー、おもちゃ、ゲーム、スポーツ用品、家具、手芸用品、靴、旅行用品、食器などの消費者向け製品輸出を手掛ける。欧米は知名度が高く、会社におけるハーバード・ビジネス・スクールのビジネスモデルが注目されている。

## 歴史
- 1906年：馮柏燎と李道明は中国広州で「利豊行」を創業した。（“李”と“馮”の中国語の発音はそれぞれ「利」と「豊」はぼぼ同じなので、「利豊」という社名が付けられた。）
- 1937年：香港で利豊（1937）有限会社が設立された。
- 1943年：李氏が引退をきっかけにして、利豊株全部を馮に売却した。
- 1949年：広州から香港に移転した。
- 1973年：利豊は初めて香港に上場した。
- 1985年：利豊によりサークルKが香港に開店した。
- 1986年：利豊によりトイザらスが香港に開店した。
- 1989年：リストラによって利豊は上場を中止した。
- 1992年：利豊が再上場した。
- 1995年：利豊はライバル企業英之傑を買収した。
- 1998年：利豊物流集団が設立された。[2]
- 2007年：セントオーナー・ケーキの株全部を買収した。
- 2011年：カジュアル衣料品メーカー漢登集団を買収した。[3]